# Reichsstraße 165
Die Reichsstraße 165 (R 165) war bis 1945 eine Staatsstraße des Deutschen Reichs. Sie verlief im Norden der preußischen Provinz Pommern und stellte eine Anbindung der Ostseebäder Heidebrink (heute polnisch: Międzywodzie), Berg- und Wald Dievenow (Dziwnów und Dziwnówek) sowie der alten Bischofsstadt Cammin (Kamień Pomorski) an die Reichsstraße 111 (Gützkow – Swinemünde – Gollnow) her. Diese Anbindung erfolgte zweifach: im Norden bei Misdroy (Międzyzdroje) und im Süden bei Parlowkrug (Parłówko).
Die Gesamtlänge der R 165 betrug 56 Kilometer.
Heute verlaufen auf der Trasse der ehemaligen R 165 zwei polnische Woiwodschaftsstraßen: die Droga wojewódzka 102 auch „Droga nadmorska“ („Küstenstraße“) genannt, die – bereits von Świnoujście kommend – über Dziwnówek hinaus weiter nach Kołobrzeg verläuft, und die Droga wojewódzka 107 zwischen Dziwnówek und Parłówko. Beide Straßen gehören zur Woiwodschaft Westpommern.

## Straßenverlauf der R165

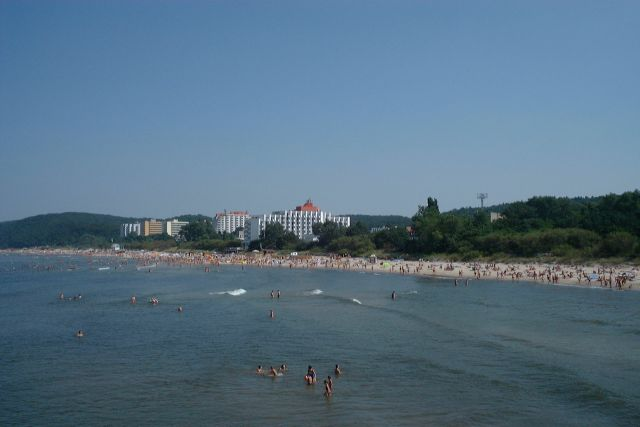
Badestrand bei Misdroy (Międzyzdroje)

(Heutige Droga wojewódzka 102):
Provinz Pommern (heute: Woiwodschaft Westpommern):
Landkreis Usedom-Wollin (heute: Powiat Kamieński)
- Liebeseele (Międzyzdroje-Lubiewo) (Anschluss: R 111 → Swinemünde – Ahlbeck (Heringsdorf) – Gützkow)

X Reichsbahnstrecke Stettin – Gollnow – Wietstock – Misdroy – Swinemünde (heutige Staatsbahnlinie Nr. 401: Szczecin – Świnoujście) X
- Misdroy (Międzyzdroje)

- Neuendorf (Wisełka)
- Kolzow (Kołczewo)
- Swantuß (Świętouść)
- Heidebrink (Międzywodzie)

Landkreis Cammin i. Pom.:
- Berg Dievenow (Dziwnów)

~ Dievenow (Dziwna) ~

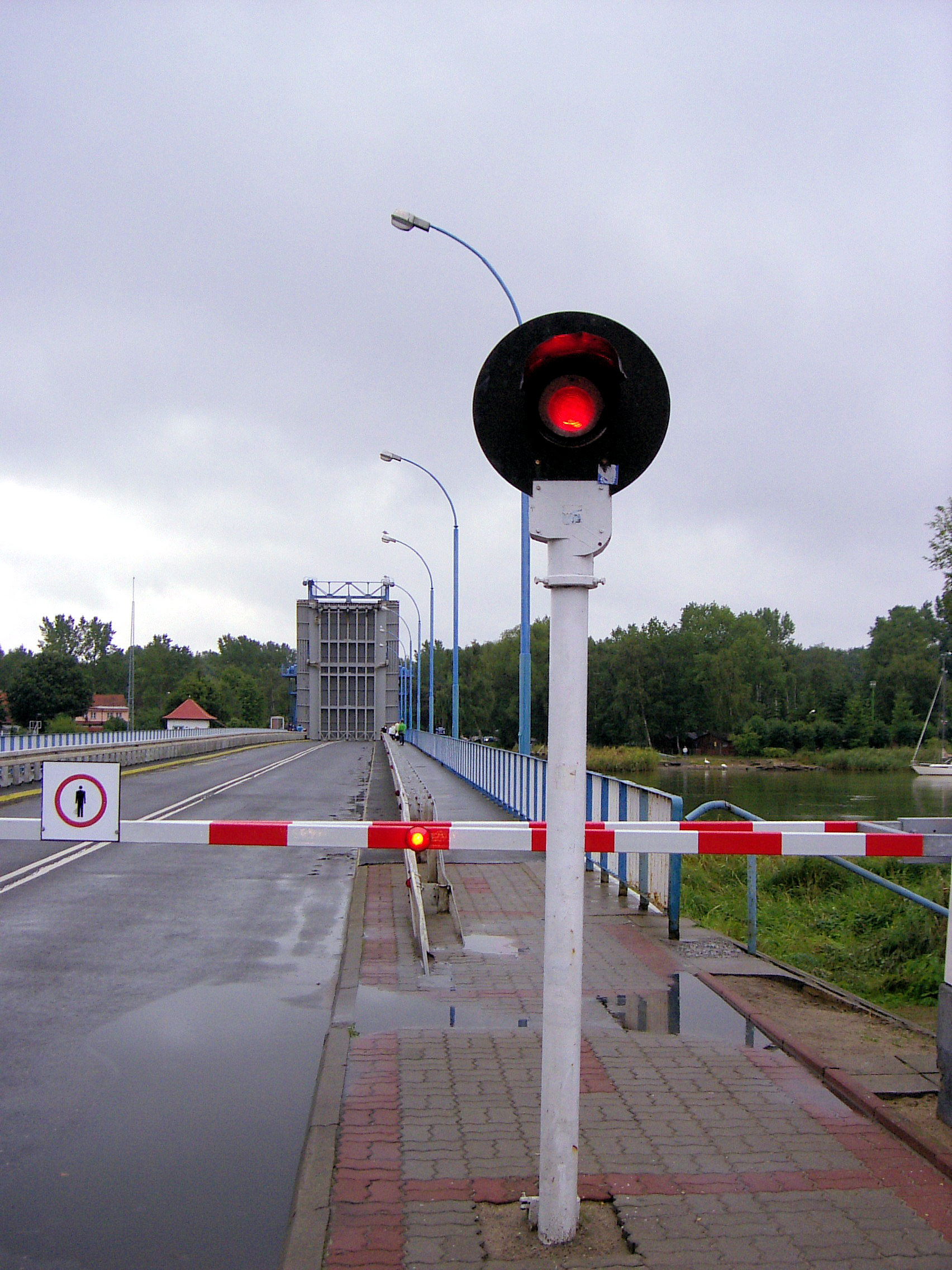
Brücke über die Dievenow (Dziwna) bei Berg Dievenow (Dziwnów)

- Wald Dievenow (Klein Dievenow) (Dziwnówek)

 (heutige Droga wojewódzka 107):
- Fritzow (Wrzosowo (Powiat Kamieński))
- Cammin (Kamień Pomorski)

- Revenow (Rzewnowo)

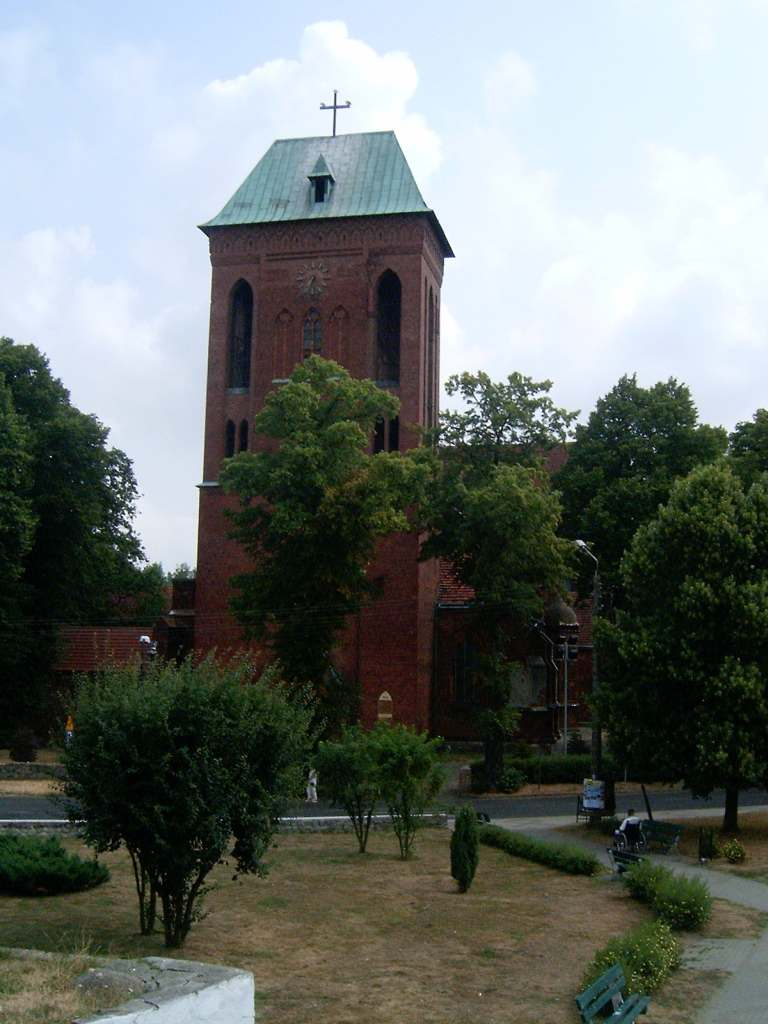
Der Dom zu Cammin (Kamień Pomorski)

X Reichsbahnstrecke Wietstock – Cammin – Treptow (Rega) (heutige Staatsbahnlinie Nr. 407: Wysoka Kamieńska – Trzebiatów) X
- Reckow (Rekowo)
- Dobberphul (Dobropole)

X Reichsbahnstrecke Stettin – Gollnow – Wietstock – Misdroy – Swinemünde (heutige Staatsbahnlinie Nr. 401: Szczecin – Świnoujście) X
- Parlowkrug (Parłówko) (Anschluss: R 111 → Pribbernow – Gollnow)